# Тинник пятнистый

Тинник пятнистый (лат. Ilybius guttiger) — вид жесткокрылых семейства плавунцов.

## Описание
Жук длиной 8,5—10 миллиметров. Верх чёрный без бронзового блеска. На боках надкрылий имеются два светлых пятнышка.

## Экология
Живут в стоячих водоёмах, приурочен к болотистым местообитаниям.

## Распространение
Вид встречается в Европе на севере и средней полосе и Западной Сибири.